# Idris ater
Idris ater är en stekelart som först beskrevs av Szelényi 1953. Enligt Catalogue of Life ingår Idris ater i släktet Idris och familjen Scelionidae, men enligt Dyntaxa är tillhörigheten istället släktet Idris och familjen gallmyggesteklar. Arten är reproducerande i Sverige. Inga underarter finns listade i Catalogue of Life.